# Орлов, Георгий Фёдорович
Георгий Фёдорович Орлов (29 марта 1925, деревня Толиккасси, Чувашская АО — 19 сентября 2007) — чувашский писатель, поэт, редактор, член Союза писателей СССР (1961).

## Биография
Учился в Горьковской совпартшколе. Участвовал в Великой Отечественной войне. Награждён орденами и медалями СССР.
Трудился в Чувашском книжном издательстве старшим, затем главным редактором.
Работал главным редактором журнала «Ялав».

## Наиболее известные работы
- «Çуралнă кил» (Отчий дом) (1962);
- «Тантăшсем» (Сверстники) (1970);
- «России солдат», на русском языке, (1971);
- «Юрату» (Любовь) (1973);
- «Рассказы дядюшки Тривима», на русском языке (1983) и английском языке;
- «Свет родного очага», на русском языке, (1987);
- «Ирхи йĕрсем» (Утренние следы) (2004);
- «Вут-тăвăллă çулсем» (Огненные годы) (2004);

## Награды, премии
- Заслуженный деятель культуры Чувашской АССР (1981).
- Премия Комсомола Чувашии имени М. Сеспеля (1970).
- ордена и медали СССР.